# Млодзешинек
Млодзешинек (пол. Młodzieszynek) — село в Польщі, у гміні Млодзешин Сохачевського повіту Мазовецького воєводства.
Населення — 94 особи (2011).
У 1975-1998 роках село належало до Скерневицького воєводства.

## Демографія
Демографічна структура станом на 31 березня 2011 року:
|          | Загалом | Допрацездатний вік | Працездатний вік | Постпрацездатний вік |
| -------- | ------- | ------------------ | ---------------- | -------------------- |
| Чоловіки | 46      | 10                 | 26               | 10                   |
| Жінки    | 48      | 10                 | 22               | 16                   |
| Разом    | 94      | 20                 | 48               | 26                   |